# 奥美拉唑
奧美拉唑（Omeprazole），常見商品名Prilosec等。是一種可用於治療胃食道逆流、胃及十二指腸潰瘍和胃泌素瘤的口服藥物。它同時也用於上消化道出血高危人群的預防性治療。
常見副作用包含惡心、嘔吐、頭痛，以及腸氣增加。嚴重副作用包含偽膜性結腸炎，可增加肺炎以及骨折的風險，且可能隱蔽胃癌的症狀。目前妊娠期間用藥的安全性未明，本品屬於氫離子幫浦阻斷劑，可有效降低胃酸的分泌。
奧美拉唑最早於1979年發現，並列名於世界卫生组织基本药物标准清单，為基礎公衛體系必備藥物之一。本品屬於學名藥。2014年的每劑批發價約位於0.01至0.07美金之間，在美國每劑約為1.00美金。

## 歷史
1989年，奥美拉唑在美國由瑞典公司 Astra AB 製造上市，現在是由阿斯利康制药以商品名Losec（洛赛克）和Prilosec（普利乐）發行上市。一個非處方藥名稱，Prilosec OTC，在美國如果用以治療胃灼熱可以不用處方就可取得。現在這個藥物的專利期已經結束，所以現在已經有很多的學名藥在市面上流通。
1990年，美國食品藥品監督管理局要求將Losec換成Prilosec這個商品名，避免和利尿劑Lasix（呋塞米）混淆。
但不幸的是，造成新商品名Prilosec和抗憂鬱劑Prozac（氟西汀）容易混淆。

## 化學

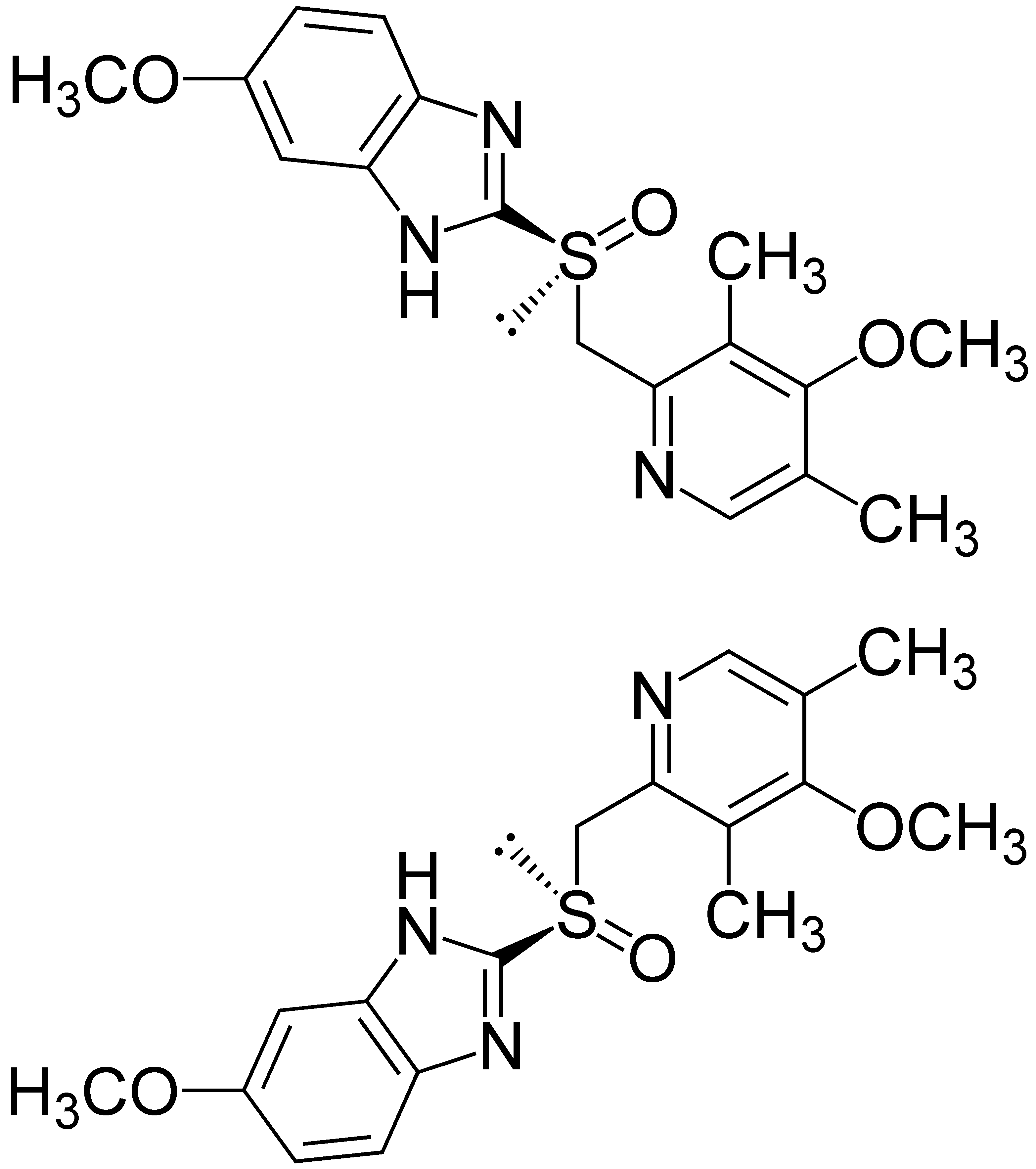
(S)- and (R)-enantiomers of omeprazole, a racemate（1:1 mixture of both enantiomers）

奥美拉唑是外消旋体。

## 藥物動力學
奥美拉唑於小腸吸收，大約要3-6小時。連續給予數個劑量之後的生體可用率大約是60%。

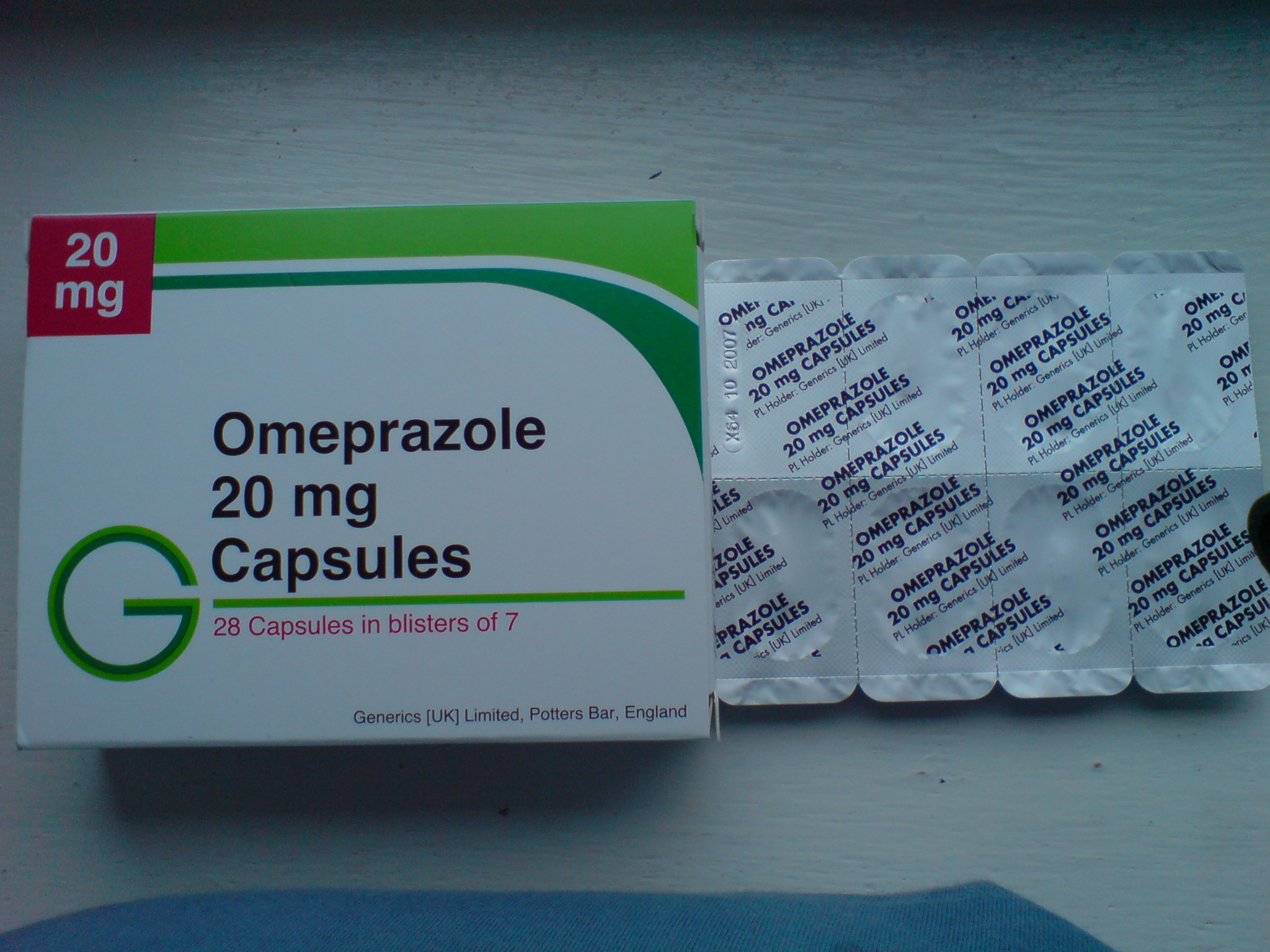
Omeprazole 20mg包

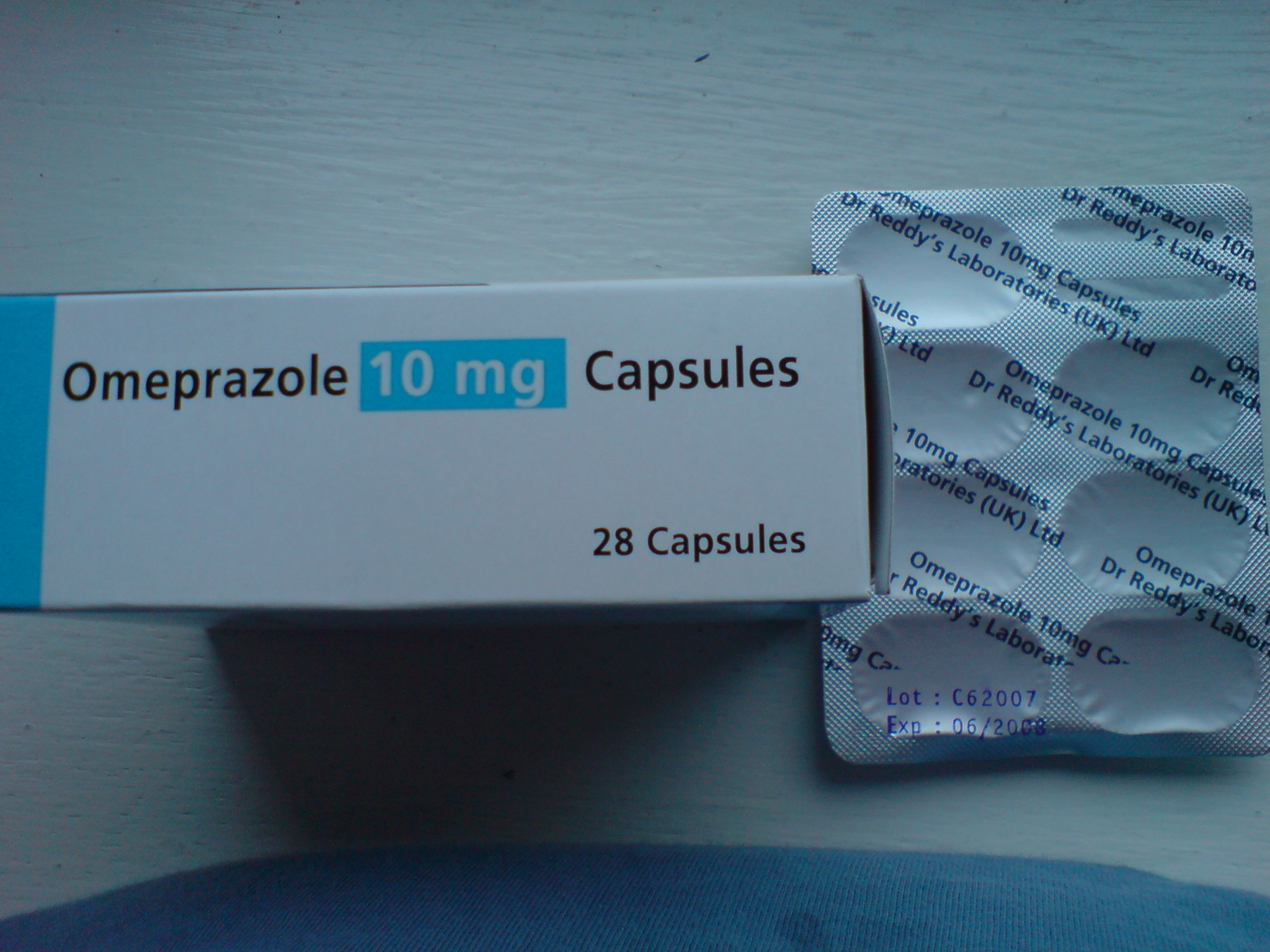
Omeprazole 10mg包

它的生體可用率會因為食物而減少，所以應該要建議病患於空腹時配白開水服用。除此之外，有許多消息來源建議服用藥物之後，應該要等待30分鐘再進食；但也有些消息指出，如果是緩釋劑型，不用等待30分鐘就可以進食。
奥美拉唑是在肝臟經由細胞色素P450代謝，代謝物為碸、硫化物或与羟基接合的奥美拉唑，它們對胃酸分泌沒有影響。口服藥物大約80%會以代謝物的型式經尿液排除，剩下的由膽汁分泌再經糞便排除。

## 藥理機轉
不可逆地抑制氫/鉀離子ATP酶。

## 適應症及醫藥應用
奥美拉唑适用于：
- 短期治疗活动性十二指肠溃疡；
- 与克拉霉素和阿莫西林组合，治疗幽门螺杆菌感染和十二指肠溃疡（活动性或多达1年历史）以根除幽门螺杆菌；
- 与克拉霉素组合，治疗幽门螺杆菌感染和十二指肠溃疡以根除幽门螺杆菌；
- 短期治疗（4-8周）活动性良性胃溃疡；
- 治疗胃食管反流病关联的烧心和其它症状；
- 短期治疗（4-8周）已被内窥镜诊断的糜烂性食管炎；
- 维持糜烂性食管炎的康复；
- 长期治疗病理高分泌状况（例如柔林格症候群、多发性内分泌腺瘤和系统性肥大细胞增多症）。[8]

## 副作用
奥美拉唑常見的副作用（超過1%的）：頭痛、腹瀉、腹痛、噁心、失眠，但這些副作用在臨床試驗中跟對照組相比是差不多的。。其他的副作用還有鐵及維他命B12缺乏，但目前並沒有太多的證據可以支持這說法。
质子泵抑制剂可能有較高的骨質疏鬆風險及艱難梭菌關聯的腹瀉。另一项囊括超过190万人的全国性研究显示，所有90岁以下服用质子泵抑制剂的人，罹患失智症的风险均有增加，这一点在60-69岁的人最为显著。
長期使用氫離子幫浦阻斷劑的研究很少。然而2017年7月3日由美國華盛頓大學醫學院（Washington University School of Medicine）發表在BMJ Open期刊的研究報告指出若是長期服用(一年以上)，恐有死亡風險增加的疑慮。研究人員共收集分析2006年10月到2008年9月期間275,933名服用PPI患者的醫療記錄，同時記錄往後5年期間的死亡人數。
發現長期使用PPI會導致像是維生素B12缺乏、腎臟疾病、困難梭狀芽孢桿菌感染腹瀉、低血鎂、骨折、心血管疾病、失智症都有潛在不明機制的關聯度。例如服用兩年PPI的患者，會比常人增加65%維生素B12缺乏的風險。出現腎衰竭的機率會比常人高出96%(約一倍)，但總體機率還是不高所以無法論斷詳細機制，可能與體質和生活習慣等綜合作用有關。2016年2月德國波恩神經退行性疾病研究所(Center for Neurodegenerative Diseases, Bonn)發表於JAMA Neurology的一項研究7.4萬名75歲以上銀髮族的醫療紀錄，發現其中2950人連續服用PPI超過18個月，與對照組相比這些銀髮族罹患失智症的比例似乎增加了44%。
另一篇2012年1月31日發表於英國醫學期刊(BMJ)的報告，團隊收集近8萬名更年期婦女資料，追蹤八年時間統計資料後發現，長期服用PPI之更年期女性，發生髖關節骨折的風險較未服用者增加35%；如又有抽菸習慣則髖關節骨折風險比常人增加到50%。這些長期食用PPI導致隱性似乎有關連的副作用，逐漸引起醫學界注意但尚未有確定結論，但現階段醫師只能建議如果能用飲食改變與作息解決胃酸問題的人就儘量少用PPI。

## 药物相互作用
奥美拉唑為CYP2C19和CYP2C9的競爭性抑制劑，而影響到經由這兩個酶代謝的物質，像是地西泮、西酞普兰、华法令等；這些藥物如果跟奥美拉唑一起並用的話，可能會使它們的血中濃度升高。 氯吡格雷（商品名：Plavix），是一種前藥，需要CYP2C19才能轉成活性態；所以如果抑制了CYP2C19的活性，會使的氯吡格雷的活性態減少，增加需要依靠氯吡格雷來預防中風及心臟病發之病患的風險。 
奧美拉唑跟其他的质子泵抑制剂一樣，為p-glycoprotein的競爭性抑制劑。
貫葉連翹（學名：Hypericum perforatum）跟銀杏（學名：Ginkgo biloba）會促進CYP3A4及CYP2C19兩個酶的活性，而減低奥美拉唑的血中濃度。

## 劑量和劑型
奧美拉唑可以是片劑或是膠囊劑，劑量分別有10、20、40毫克，有些甚至達80毫克；也可以是散劑，供靜脈注射。大多口服劑型為腸溶衣，為的是要通過胃酸。做成腸溶劑型的方法有膠囊內裝腸溶衣顆粒、腸溶衣錠劑或者是微粒藥物控釋系統。